# Systems of Romance
Systems of Romance ist das dritte Studioalbum der britischen Band Ultravox.
Es wurde am 8. September 1978 bei Island Records veröffentlicht und war das letzte Album mit dem Gründungsmitglied, Sänger, Texter und Frontmann John Foxx. Zugleich war es das erste Album ohne den Gitarristen Stevie Shears, der nach den beiden ersten Alben aufgrund musikalischer Differenzen von der Band ausgeschlossen worden war und sich 1980 der Gruppe Cowboys International anschloss. Shears wurde an der Gitarre durch Robin Simon ersetzt. Obwohl mit dem Album kein kommerzieller Durchbruch gelang, hatte Systems of Romance einen signifikanten Einfluss auf den New Wave, insbesondere auf dessen Stilrichtung Synthie-Pop und die New-Romantic-Bewegung. Durch den ausbleibenden Erfolg von Systems of Romance verlor die Band Anfang 1979 den Plattenvertrag mit Island, in der Folge verließen Foxx und Simon die Band. Erst mit dem Einstieg von Midge Ure im April 1979 und dem bei Chrysalis Records veröffentlichten vierten Album Vienna kam ab 1980 der kommerzielle Erfolg, den stark von Systems of Romance beeinflusste Künstler wie Gary Numan bereits 1979 erreicht hatten.

## Entstehungsgeschichte
Auf dem Album Ha!-Ha!-Ha! integrierte die Band bereits in einigen Stücken wie The Man Who Dies Every Day und Hiroshima Mon Amour die Synthesizerklänge von Billy Currie mehr und mehr in den Sound und bewegte sich vom Punkrock und Glam Rock weg zu einem neuen Sound, wie er auf Systems of Romance zu hören war und der später mit Synthie-Pop beschrieben werden würde. Die Band verzichtete nach dem zweiten Studioalbum auf das Ausrufezeichen im Bandnamen. Nach der Tournee für Ha!-Ha!-Ha! und den bevorstehenden Aufnahmen für ein drittes im Plattenvertrag mit Island Records zugesichertes Studioalbum trennte Ultravox sich von ihrem Gitarristen Steve Shears, dessen Stil die übrigen Mitglieder mehr und mehr als begrenzenden Faktor für die Art der Arrangements empfanden. Die Band entschied sich für Robin Simon, obwohl er jünger als die anderen und relativ unerfahren war, dessen Stil aber besser zu den Kompositionen passte. Inhaltlich warf die Band alle noch bestehenden US-amerikanischen Stilreste aus Rock- und Bluesmusik über Bord und fokussierte sich auf zeitgenössische europäische Einflüsse.
Wie in der Band üblich, wurden die für das Studioalbum aufgenommenen Songs bereits vorher komponiert und teilweise auch live aufgeführt. Lediglich die Arrangements und der Sound wurden erst im Studio aufgenommen. Für Systems of Romance bildete lediglich Dislocation eine Ausnahme. Erste Kompositionen weisen keine von einem akustischen Schlagzeug oder einer Rhythmusmaschine erzeugten Rhythmen mehr auf, sondern sind an Curries ARP entstanden, den Cann für die Aufnahme des Albums wie ein Schlagzeug rhythmisch bediente.
Die beiden Vorgängeralben waren von Steve Lillywhite produziert; trotzdem entschied sich die Band für Conny Plank als Produzenten:

“Conny loved and understood British psychedelic and German electronic music. These were two areas we were keen to merge. No-one else really understood and encompassed all this as fully as Conny did at that time.”

„Conny liebte und verstand die britische Psychedelia und die deutsche Elektronikmusik. Dies waren zwei Bereiche, um deren Verschmelzung wir uns bemühten. Niemand anders verstand und erfasste all dies so vollständig wie Conny zu dieser Zeit.“

## Instrumentierung
Auf diesem Album leitete Cann die Unterstützung der Perkussion mit Rhythmusmaschinen (Roland TR-77) ein. Dieses frühe und daher sehr anfällige Rhythmusgerät hatte er nach den Aufnahmen zu Ha!-Ha!-Ha! erstanden und auf der Tournee für das Vorgängeralbum in die Songs integriert. Ultravox war eine der ersten britischen Bands mit elektronischer Perkussion. Die Basstrommel für Just for a Moment ist weder ein akustisches Schlagzeug noch ein Rhythmusgerät, sondern Curries ARP Odyssey, den Cann wie ein Schlagzeug rhythmisch bedient. Bei der Bearbeitung der Soundeffekte für Just for a Moment wurde so der Sound für den Rhythmus zu Dislocation gefunden. Da einige Spuren des 24-Spur-Tonbandes für Just for a Moment noch unbenutzt waren, half Conny Plank, der eines der ersten SSL-Mischpulte in seinem Studio hatte, mit diesem den Rhythmus für Dislocation zu erzeugen, indem die freien Spuren mit mehrfach über Effektgeräte veränderte Spuren von Dislocation bespielt und beide Songs auf einem einzigen 24-Spur-Band aufgenommen wurden. Das Ergebnis war für die Band so zufriedenstellend, dass die Band Dislocation als B-Seite für die vierte Single Slow Motion auswählte. Die Single erschien am 4. August 1978 etwa ein Monat vor dem Album. Mit Cann setzte die Band jedoch weiterhin einen menschlichen Schlagzeuger ein, der die aus dem Krautrock bekannte Motorik beherrschte, den Schlagzeugklang aber mit einem Gitarrenverzerrer veränderte und so den Schlagzeugsound der 1980er-Jahre mitprägte. Auch erste Basslinien, wie die von Slow Motion wurden auf dem Album elektronisch erzeugt; Cross bediente hierfür einen EMS Synthi. Die Verwendung von Tape-Loops im Rhythmus von Dislocation und Just for a Moment waren erste Früchte von Studioexperimenten mit Klangeffekten. Da Studiozeiten für die bis dahin kommerziell nicht erfolgreiche Band teuer waren und sie daher nur begrenzt im Studio mit solchen Klangeffekten experimentieren konnte, würde es jedoch noch zwei Jahre dauern, bis diese Form der elektronisch erzeugten Rhythmen neben dem ARP ein Markenzeichen von Ultravox werden würde.
Spätere Synthie-Pop-Bands wie The Human League oder Depeche Mode setzten gar kein akustisches Schlagzeug mehr ein, sondern nur noch Rhythmusmaschinen. Ultravox blieben auch bei der Verwendung der Gitarre einem typischen Rockinstrument treu, auch wenn der Einsatz der Gitarre sich auf kurze Riffs beschränkte und die Kompositionen wenige der für die Rockmusik üblichen Gitarrensoli aufwiesen. Robin Simon kommt dabei eine Schlüsselrolle zu.

“He invented ‚New Guitar‘ – before him no-one played or sounded like that – now everyone does. Forget them all, from Edge onwards – they all owe it to Robin. He was the first to use echo, distortion, flanging, delay, sustain etc as an integral part of his sound, not as an effect.”

„Er erfand ‚New Guitar‘ – vor ihm spielte oder klang niemand so – jetzt macht es jeder. Vergiss alle, die nach Edge kamen – sie verdanken es alle Robin. Er war der erste, der Echo, Verzerrer, Flanger, Delay, Sustain usw. als integralen Bestandteil seines Sounds und nicht als Effekt verwendete.“

Ultravox – Systems of Romance

## Titelliste
1. Slow Motion – 3:29
2. I Can’t Stay Long – 4:16
3. Someone Else’s Clothes – 4:25
4. Blue Light – 3:09
5. Some of Them – 2:29
6. Quiet Men – 4:08
7. Dislocation – 2:55
8. Maximum Acceleration – 3:53
9. When You Walk Through Me – 4:15
10. Just for a Moment – 3:10

Eine von Island Records 2006 veröffentlichte digital remasterte Ausgabe des Albums enthält zusätzlich die Titel
1. Cross Fade – 2:53
2. Quiet Men (Full Version) – 3:55

## Veröffentlichungen und Charterfolge
Etwa einen Monat vor der Veröffentlichung des Albums wurde die Single Slow Motion am 4. August 1978 veröffentlicht. Das Album selbst folgte am 8. September 1978. Am 13. Oktober wurde mit Quiet Men eine weitere Single ausgekoppelt. Weder die Singles noch das Album konnten sich zunächst in den Charts platzieren. Nach dem Erfolg des Nachfolgealbums Vienna wiederveröffentlichte Island Slow Motion. Im zweiten Anlauf stieg die Single am 28. März 1981 auf Platz 35 der Britischen Charts ein, erreichte mit Platz 33 in der zweiten Woche ihre höchste Platzierung und konnte sich insgesamt vier Wochen in der Hitparade halten. Vom Album konnten etwa 20.000 Exemplare abgesetzt werden.

## Tournee
Nach fünf Konzerten im Londoner Marquee Club vom 19. bis 23. August 1978 trat die Band beim Reading Festival vor etwa 70.000 Zuschauern auf. Nach der Veröffentlichung des Albums gingen Ultravox am 15. September 1978 mit zunächst 26 Konzerten in Großbritannien gefolgt von 15 Konzerten in Deutschland auf Tournee. Nach zwei weiteren Konzerten im Dezember im Londoner Lyceum und im Marquee Club verlor die Band zum Jahreswechsel den Plattenvertrag mit Island und startete im Februar 1979 eine selbstfinanzierte USA-Tournee mit zehn Konzerten, die am 15. März 1979 im Whisky a Go-Go in Hollywood mit dem Ausstieg von Foxx endete, der der Streitereien innerhalb der Band überdrüssig war und eine Solokarriere starten wollte.
Zur Setlist bei diesen Konzerten gehörten Songs aus allen drei veröffentlichten Alben, u. a. The Man Who Dies Every Day, Slow Motion, Hiroshima Mon Amour, The Wild, the Beautiful and the Damned, Just For a Moment, Quiet Men, Young Savage, ROckwrok und My Sex. Beim Reading Festival traten sie als Special Guest am ersten Festivaltag auf und spielten Quiet Men, I Can't Stay Long, Young Savage, ROckwrok und Slow Motion. Auf der US-Tournee 1979 wurden auch neue Titel gespielt: Radio Beach, Touch and Go und He’s a Liquid, von denen Foxx die beiden letzteren 1980 auf seinem ersten Soloalbum Metamatic veröffentlichte.

## Rezeption
Ähnlich wie bei den vorangegangenen Alben Ultravox! und Ha!-Ha!-Ha! fielen die zeitgenössischen Kritiken der Musikpresse gemischt aus. Sounds sprach von „Synthesizer-beherrschten Klanggebilden“. Der Musikexpress nannte die Band die „Ziehväter heutiger Synthesizer-Bands“ (gemeint waren die Bands der 1980er-Jahre). Es gibt jedoch vor allem in Großbritannien auch negative Presse. Kommerziell war dem Album kein Erfolg beschieden.
Was das Album dennoch bedeutsam macht, ist die Rezeption anderer zeitgenössischer Musiker. Gary Numan nennt Systems of Romance seinen „größten Einzeleinfluss“. Numan, der sich selbst auch den „Godfather of Electropop“ nennt, feierte 1979 mit The Pleasure Principle erste Charterfolge. Midge Ure, der später Sänger der Band werden würde, „liebte das Album“. Ure experimentierte zur Zeit der Veröffentlichung von Systems of Romance ebenfalls mit Synthesizern und sollte später mit Visage und Ultravox Charterfolge haben. Auch John Foxx nahm 1981 für sein Album The Garden Anleihen bei diesem Album, indem er das zweite Stück mit Systems of Romance betitelt. Foxx gilt als Begründer des Minimal Electro.
Simon Reynolds urteilt in seinem Buch Rip It Up And Start Again: „Was Ultravox ganz entschieden zu Vorläufern der Synthiepop-Welle der Achtzigerjahre machte, waren ihre europäische Aura und die unterkühlte Bildwelt der Entmenschlichung und Dekadenz, die der Sänger und Textschreiber John Foxx entwarf.“
Dave Thompson schreibt bei Allmusic über Systems of Romance: „ein Album so voller reicher Melodien verschmiert mit Melancholie, attraktiver Synthesizer, Spritzern von Elektropop und höchst tanzbarer Rhythmen, dass es ohne Frage zu einer Vorlage für die späteren New Romantics wurde.“